# Корнюшин, Фёдор Данилович
Фёдор Даниилович Корнюшин (16 [28] ноября 1893, Даниловка Калужской губернии — 1 сентября 1938, Москва) — партийный и советский деятель, член ВУЦИК. Расстрелян в 1938 году, реабилитирован посмертно.

## Биография
Учился на общеобразовательных курсах (1919, г. Одесса). В годы Первой мировой войны, будучи на фронте с 1914 г., в 186-м пехотном полку, начал революционную деятельность. С апреля 1917 — член РСДРП(б). Организатор рабочих отрядов в Одессе, в 1917-18 гг. — председатель совета профсоюзов Одессы и Николаева. Председатель Тираспольского уездного ревкома.
Член ЦК КП(б)У (1924). Заместитель председателя Южбюро ВЦСПС (1923—1924). Секретарь Одесского губкома (1924—1925) и секретарь оргбюро ЦК КП(б)У. В 1926—1928 гг. — секретарь Киевского окружного комитета КП(б)У. Кандидат в члены Политбюро ЦК КП(б)У. Принимал участие в организации работ по сооружению Центрального железнодорожного вокзала в Киеве (1927). Отстаивал идею строительства водного канала Волга—Днепр.
С 1928 года работал в Москве. Член коллегии НК торговли СССР, председатель комитета по делам печати (1928—1929), председатель правления треста «Союзмясо» Наркомата снабжения СССР (1929—1937), начальник политуправления Наркомата пищевой промышленности СССР (1934—1938).
26 января—10 февраля 1934 года делегат XVII съезда ВКП(б) с совещательным голосом.
Арестован 22 июня 1938 года. Внесён в Сталинский расстрельный список от 20 августа 1938 года («Москва-центр» (Список N 1) по 1-й категории («за» Сталин и Молотов). 1 сентября 1938 года ВКВС СССР осуждён к ВМН и в тот же день расстрелян в числе 102 осужденных. Место захоронения — спецобъект НКВД «Коммунарка». Реабилитирован посмертно 22 февраля 1956 г. ВКВС СССР.

## Награды
- орден Ленина (1936).